# Миллер, Иван Петрович
Иван Петрович Миллер (1800—1867) — русский генерал-лейтенант, член Совета Государственного контроля.

## Биография
Родился 26 мая 1800 года, образование получил в 1-м кадетском корпусе, из которого выпущен 25 августа 1817 года прапорщиком в артиллерию.
В 1828—1829 годах принимал участие в русско-турецкой войне на Балканском театре.
В 1832 году получил чин полковника и был назначен командиром 2-й лёгкой батареи лейб-гвардии 2-й артиллерийской бригады. 14 декабря 1834 года получил в командование 1-ю гренадерскую артиллерийскую бригаду. 1 января 1838 года за беспорочную выслугу 25 лет в офицерских чинах награждён орденом св. Георгия 4-й степени (№ 5699 по кавалерскому списку Григоровича — Степанова).
1 января 1843 года назначен временным командующим 3-й артиллерийской дивизии и 11 апреля 1843 года с производством в генерал-майоры утверждён в занимаемой должности.
Во главе этой дивизии Миллер в 1849 году принимал участие в сражениях с венграми.
8 ноября 1850 года Миллер был назначен членом Совета Государственного контроля и занимал эту должность вплоть до конца своей жизни. 19 апреля 1853 года он был произведён в генерал-лейтенанты, в 1862 году получил знак отличия за XL лет беспорочной службы, а в 1865 году был награждён орденом Святого Александра Невского.
16 марта 1867 года Иван Петрович Миллер скончался в Санкт-Петербурге и был похоронен на Смоленском евангелическом кладбище.

## Награды
- Орден Святой Анны 3-й степени с бантом (1828 год)
- Орден Святого Владимира 4-й степени с бантом (1828 год)
- Орден Святого Георгия 4-го класса (1 января 1838 года)
- Орден Святого Владимира 3-й степени (1840 год)
- Орден Святого Станислава 1-й степени (1846 год)
- Орден Святой Анны 1-й степени (1849 год)
- Орден Святого Владимира 2-й степени (1849 год)
- Орден Белого орла (1857 год)
- Орден Святого Александра Невского (4 апреля 1865 года)